# آنا أستروم
آنا أستروم (بالسويدية: Anna Åström)‏ هي ممثلة سويدية، ولدت في 5 نوفمبر 1990 في Lerum ‏ في السويد.

## وصلات خارجية
- آنا أستروم على موقع IMDb (الإنجليزية)
- آنا أستروم على موقع ألو سيني (الفرنسية)
- آنا أستروم على موقع قاعدة بيانات الأفلام السويدية (السويدية)
- آنا أستروم على موقع قاعدة بيانات الأفلام السويدية (السويدية)
- آنا أستروم على موقع قاعدة بيانات الفيلم (الإنجليزية)
- آنا أستروم على موقع كينوبويسك (الروسية)